# Arcidiocesi di Gortina
L'arcidiocesi di Gortina (in latino: Archidioecesis Gortyniensis) è una sede soppressa e sede titolare della Chiesa cattolica.

## Storia
Gortina è l'antica sede metropolitana di Creta. I suoi resti archeologici si trovano nel territorio del moderno comune di Gortyna, nei pressi del capoluogo Agioi Deka (in italiano: Santi Dieci). Il nome di questa località si fa risalire ai dieci martiri che subirono il martirio durante la persecuzione dell'imperatore Decio.
Seguendo quanto affermato dalla lettera a Tito 1,5 la tradizione cristiana attribuisce a san Tito, discepolo di san Paolo, l'evangelizzazione dell'isola di Creta. Così lo ricordava il Martirologio Romano al 4 gennaio: «In Creta natalis sancti Titi, qui, ab Apostolo Paulo Episcopus Cretensium ordinatus, et, post praedicationis officium fidelissime consummatum, finem beatum adeptus, in ea sepultus est Ecclesia, ubi a beato Apostolo dignus minister fuerat constitutus».
Diverse furono le sedi suffraganee dipendenti dal metropolita di Gortina. La più antica lista dei suffraganei cretesi è quella delle sottoscrizioni degli atti del secondo concilio di Nicea del 787, dove appaiono 11 vescovi suffraganei, e precisamente quelli di Lampa, Iraclio (Hérakleion), Cnosso, Cidonia, Cisamo, Subrita, Fonice (Phoinix), Arcadia, Eleuterna, Cantano e Chersoneso. Una Notitia Episcopatuum del patriarcato di Costantinopoli databile al IX secolo riporta il medesimo elenco ad eccezione delle sedi di Iraclio e di Fonice, sostituite dalle diocesi di Setea e di Ierapetra, mantenendo inalterato il numero complessivo delle diocesi suffraganee.
A partire dalla prima metà del IX secolo Creta fu invasa ed occupata dagli Arabi e la città di Gortina distrutta. Durante l'assedio di Gortina trovò la morte il metropolita Cirillo, venerato come santo dalla Chiesa. Il suo successore, Basilio II, impedito a risiedere nell'isola, trovò rifugio a Costantinopoli e successivamente fu trasferito alla sede metropolitana di Tessalonica. È noto un terzo arcivescovo cretese nel periodo arabo, Basilio III, che prese parte al concilio di Costantinopoli dell'879 che riabilitò il patriarca Fozio. Se ne deduce che, benché nell'impossibilità di risiedere a Creta, il titolo metropolitano di Gortina fu assegnato anche durante l'occupazione araba. Con la distruzione di Gortina, i metropoliti assunsero il titolo di "metropoliti di Creta", già documentato tuttavia nel concilio del 787.
Nel 961 i Bizantini riconquistarono l'isola e restaurarono la gerarchia ecclesiastica. Da questo momento i metropoliti posero la loro residenza nella città di Candia. Con l'inizio della dominazione veneziana sull'isola (XIII secolo), i metropoliti furono costretti a lasciare Creta e a vivere in esilio, fino al XVII secolo, quando ai Veneziani subentrarono gli Ottomani, coi quali fu ristabilita la sede dei metropoliti ortodossi a Candia.
Dal XVIII secolo Gortina è annoverata tra le sedi arcivescovili titolari della Chiesa cattolica; la sede è vacante dal 12 gennaio 1987.

## Cronotassi

### Vescovi e metropoliti di Gortina/Creta
Il seguente elenco riporta i nomi dei vescovi e metropoli di Gortina dalla fondazione fino agli inizi della dominazione veneziana a Creta (I-XII secolo). La scoperta di un synodicon della Chiesa di Subrita ha contribuito ad arricchire la lista dei metropoliti cretesi del secondo periodo bizantino (X-XII secolo).

#### Con sede a Gortina
- San Tito † (I secolo)
- San Filippo † (circa 160)[7]
- Dioscoro †
- San Cirillo I †[8]
- Sant'Eumenio †
- San Pietro †
- Iconio † (menzionato nel 431)
- Martirio † (prima del 449 - dopo il 458)
- Teodoro † (prima del 536 - dopo il 553)[9]
- Vetranio † (seconda metà del VI secolo)[9][10]
- Giovanni I † (menzionato nel 598)
- Paolo † (menzionato nel 668)
- Basilio I † (prima del 680 - dopo il 692)[11]
- Sant'Andrea I † (prima del 712 - 4 luglio 740 deceduto)[12]
- Elia I † (menzionato nel 787)
- Giorgio † (fine VIII secolo)[13]
- San Cirillo II † (menzionato nell'824 circa)
- Basilio II † (? - dopo l'843 nominato metropolita di Tessalonica)[14]
- Basilio III † (menzionato nell'879)[15]

#### Con sede a Candia
- Andrea II † (fine X secolo)[16]
- Giovanni II †
- Giovanni III †
- Stefano † (documentato dal 1027 al 1030)
- Niceta I †
- Niceta II †
- Basilio IV †
- Niceta III †
- Giovanni IV † (documentato prima del 1106)
- Leone †
- Michele †
- Costantino I †
- Elia II † (prima metà del XII secolo)
- Basilio V †
- Costantino II †
- Nicola I †
- Giovanni V † (documentato dal 1166 al 1171)
- Manuele I †
- Manuele II †
- Nicola II † (prima del 1203 - dopo il 1221)[17]

### Arcivescovi titolari
- Petrus Joannes Kerkhervé † (27 luglio 1762 - 22 gennaio 1766 deceduto)
- Jacques-Benjamin Longer, M.E.P. † (3 aprile 1787 - 8 febbraio 1831 deceduto)
- Leonard Neale, S.I. † (17 aprile 1795 - 3 dicembre 1815 succeduto arcivescovo di Baltimora)
- Franciszek Ksawery Zglenicki † (27 settembre 1824 - 27 gennaio 1841 deceduto)
- Vincenzo Velardita † (23 giugno 1834 - ? deceduto)[18]
- Ludovico Marangoni, O.F.M.Conv. † (22 dicembre 1874 - 21 settembre 1877 nominato vescovo di Chioggia)
- Francisco Javier Zaldúa † (25 settembre 1882 - ? rifiutato)
- Donato Raffaele Sbarretti Tazza † (16 settembre 1901 - 16 dicembre 1901 nominato arcivescovo titolare di Efeso)
- Francesco Trotta † (31 gennaio 1902 - 15 agosto 1906 deceduto)
- Ronald MacDonald † (3 settembre 1906 - 17 settembre 1912 deceduto)
- Thomas O'Shea, S.M. † (9 maggio 1913 - 3 gennaio 1935 succeduto arcivescovo di Wellington)
- Edward Joseph Hanna † (2 marzo 1935 - 10 luglio 1944 deceduto)
- Giuseppe Burzio † (8 maggio 1946 - 10 febbraio 1966 deceduto)
- Victor Frederick Foley, S.M. † (1º gennaio 1967 - 12 gennaio 1987 deceduto)